# ABEMA Morning
ABEMA Morning（アベマモーニング）は、インターネットテレビ局ABEMA内ニュースチャンネルABEMA NEWSで、平日の7:00から7:40に生配信している朝の情報番組。

## 概要
これまでストレートニュースであるAbemaNews（朝）およびテレビ朝日からの時間遅れ配信、『グッド!モーニング』を配信してきたAbemaNewsチャンネルが初めて朝の時間帯に特設するオリジナルニュース番組。
忙しい朝のニュースをスマホでチェックすることを意識し、30分の中で政治・社会・芸能・スポーツなど各ジャンルの最新ニュースを伝えるほか、朝刊各紙の記事紹介、独自取材した特集も盛り組む。
番組開始でこれまで7:00から9:00まで配信していたAbemaNews（朝）およびAbema版『グッド!モーニング』は、時間を圧縮して7:30から9:00までの1時間半の番組となる。
進行役を務めるのは、メインキャスター初挑戦となる田中萌。2016年まで『グッド!モーニング』を担当していたため、2年ぶりに朝番組への復帰となる。配信スタジオは六本木・EXけやき坂スタジオで、田中は「インタラクティブな番組」を目指すという。
略称はアベモニ。イメージカラーはオレンジと黄色。
2018年6月12日配信分は米朝首脳会談のため10分拡大配信を実施した。
2018年8月31日配信分は100回突破記念SPとして7:00から8:00までの拡大配信。徳永有美、崎山蒼志が出演。
2018年10月1日から40分番組に拡大した。
2019年1月25日配信分は200回突破記念スペシャルとして7時から1時間拡大配信。赤江珠緒がゲスト出演した。
2019年4月12日には1周年企画として同じく1時間拡大のうえ、元日本テレビの上田まりえがゲスト出演。7月5日は「アベモニ300回突破記念スペシャル」として1時間拡大。
2020年4月から並木万里菜（水曜担当）と住田紗里（木曜担当）が加入し、それぞれの曜日を担当する。
同年4月8日より新型コロナウイルス感染症の拡大防止に伴う緊急事態宣言発令に伴い人員を削減。配信も5分短縮し7時35分までとなる。
2020年4月13日に『AbemaTV』から『ABEMA』にサービス名称を変更したことに伴いタイトルを『AbemaMorning』から『ABEMA Morning』に変更。
10月2日をもって田中が番組を卒業。以降、並木が月曜から水曜担当。住田が木曜担当。新たに佐藤ちひろが金曜担当として加わる。
2022年3月31日をもって住田が4月1日をもって佐藤が番組を卒業。以降、並木が月曜から水曜担当。新たに堂が木曜担当、上宮が金曜担当として加わる。
同年4月4日から配信が8：25まで拡大する。

## おもなコーナー

### コメントテーマ
- 1部、2部の冒頭で「新年度に挑戦したいこと」などコメントテーマが募集され、1部、2部の最後に読み上げられるラジオ風コーナー。

### 1分ニュース
- けさまでのニュースを約１分で伝えるコーナー。

### ニャンですか？
- 動物の動画を紹介するコーナー。

## 出演者

### キャスター
- 矢島悠子（テレビ朝日アナウンサー）月曜担当（2024年7月 - ）
- 森葉子（テレビ朝日アナウンサー）水曜担当（2024年7月 - ）
- 堂真理子（テレビ朝日アナウンサー）木曜担当（2022年4月7日 - ）
- 上宮菜々子（テレビ朝日アナウンサー）金曜担当（2022年4月8日 - ）

### 過去の出演者
- 田中萌（テレビ朝日アナウンサー）月‐金曜日→月曜、火曜、金曜担当（2018年4月9日 - 2020年10月2日[10]）
- 林美桜（テレビ朝日アナウンサー）金曜担当（2021年4月2日 - 10月1日[11]）
- 住田紗里（テレビ朝日アナウンサー）木曜担当（2020年4月2日 - 2022年3月31日）[12]
- 佐藤ちひろ（テレビ朝日アナウンサー）金曜担当（2021年10月8日 - 2022年4月1日）
- 武藤十夢（AKB48）2019年7月5日・19日、2020年3月27日[13]、- 2023年3月31日、基本的には週末金曜出演）[14]

- 並木万里菜（テレビ朝日アナウンサー<当時>）月曜‐水曜担当（2022年4月4日 - 2024年7月3日）

## 過去のコーナー

### みんなの運動
- 2019年2月4日からの3日連続特別企画。Abemaキャスター、色紙千尋によるスポーツ体験コーナーでフラメンコをベースにしたオレフィット、剣道をベースにしたアディダスシンドーを体験。第3弾のみ田中萌が担当し、AI主導型ジムプログラムを体験した。

### Morning/RANKING
- 社会、エンタメ系ニュースを話題性ランキングで5位から1位まで次々紹介。ランキングはニュースサイト・テレ朝newsを元に製作されている。番組開始時のコーナータイトルは「AbemaMorning/RANKING」。

### ニュース企画
- 特集企画。旬な話題を独自に特集する。初回は「男・村田の“再出発”独立リーグデビュー」[15]。

### コレ×モエ
- キャスター・田中萌が気になる「頑張る人の挑戦」を自ら取材するコーナー。2018年6月から一か月に一度のペースで実施。初回は18歳の女性経営者[16]。タイトルは「“燃え”る人を“コレ”クション」の意。

## 特別番組
AbemaMorning新春スペシャル
当該番組にて、初日の出特番として番組編成。東京湾海上クルーズ船と千葉県銚子市に所在する犬吠埼観光ホテルから初日の出中継を行った
2019年1月1日 6:00 - 7:40
出演者：キャスター：田中、気象情報：知念有美(気象予報士)、わぴちゃん(科学ライター)
リポーター：楪望、吉村優（共にフリーアナウンサー、Abemaニュースキャスター）、ぺこぱ、ひょっこりはん、みっちー
芸能情報：中島亨兵(テレビ朝日芸能デスクキャップ)、料理コーナー(VTR)：和田明日香
AbemaMorning SP 令和最初の初日の出2020
2020年1月1日  6:00 - 7:40。
出演者：田中萌、林美桜、並木万里菜、ぺこぱ。
ABEMA Morning初日の出SP 2021
2021年1月1日 6:00 - 7:40。
出演者：並木万里菜、住田紗里、ぺこぱ、おかずクラブ、武藤十夢
アベモニ初日の出SP2022
2022年1月1日 6:30 - 8:30。
出演者：並木万里菜、住田紗里、佐藤ちひろ、武藤十夢、指男、ぺこぱ。富士山＆都内スポットから初日の出を中継。メインスタジオはCGスタジオのカムロ坂スタジオ。
アベモニ初日の出SP2023
2023年1月1日 6:00 - 7:30。
出演者：ぺこぱ、並木万里菜、堂真理子、上宮菜々子

## スタッフ
- ナレーション：柴田紗帆[15]、浜田治貴
- 制作協力、技術協力：テイクシステムズ